# Château de Colmont
Ne doit pas être confondu avec Manoir de Colmont ou Château fort de Colmont.
Le château de Colmont (en néerlandais : Kasteel van Kolmont) est un château à Colmont, un hameau près d'Overrepen dans la commune belge de Tongres dans la province du Limbourg. Le château est situé sur la Burchtstraat près des ruines du château médiéval de Colmont. 

## Bâtiments
Le château se compose de trois ailes construites en brique. La partie centrale date de 1840-1850 et est flanquée de part et d'autre de deux ailes identiques, donnant à la façade une vue symétrique. Le bâtiment principal a deux étages et une largeur de cinq baies. Le tout est recouvert d'un toit à mansarde en ardoise. La baie centrale est accentuée par un avant-corps et est surmontée d'un dôme avec une lanterne. Les fenêtres cintrées sont équipées de cadres en pierre bleue. 
Les bâtiments en retrait de chaque côté de la section centrale sont le résultat de travaux d'extension en 1920. Les deux ailes latérales ont deux étages et trois baies de large. Le niveau inférieur des ailes latérales a une colonnade au-dessus de laquelle se trouve une terrasse avec balustrade. Les ailes latérales sont couvertes par un toit en croupe. 

## Histoire et habitants
Le terrain sur lequel se trouve le château médiéval de Colmont appartenait à la seigneurie de Colmont et a été donné à Arnold Christian de Bellefroid le 23 juin 1761, par le prince évêque Jean-Théodore de Bavière. En 1840-1850, la famille Bellefroid - Van der Meer fit construire le château actuel. Plus tard, le domaine est devenu la propriété du magistrat Armand Claessens. Il fut ensuite habité par le chevalier Erard de Schaetzen, ancien bourgmestre de Tongres.

## Biographie
- (nl) Gilissen, J. et al. Tongeren - 100 historische getuigen (1985)
- (nl) Stevens, A. et al. 2000 jaar Tongeren. (1988)